# Gai Anici Cereal
Gai Anici Cereal (llatí: Gaius Anicius Cerialis) va ser un polític romà. Formava part de la gens Anícia, una antiga família romana.
Durant el regnat de Calígula va ser acusat per les leges maiestatis de conspiració contra l'emperador. Dió Cassi transmet la notícia de forma confusa.
Amb Neró d'emperador, va ser cònsol designatus l'any 65, i va proposar al senat, després de detectar-se la conspiració de Pisó, que s'havia d'erigir un temple a Neró amb càrrec al tresor públic, segons explica Tàcit, i deia que aquesta iniciativa formava part de tot un seguit d'actes servils del senat per congraciar-se amb l'emperador. L'any 66 es va fer sospitós, juntament amb altres nobles, davant de Neró i va ser condemnat. Per evitar l'execució es va suïcidar. Neró havia recordat que va ser acusat de vinculacions amb la conspiració de Lèpid i Lèntul l'any 39 contra Calígula, cosa que va agreujar els càrrecs. El suposat motiu de la seva condemna va ser que sortia mencionat com a enemic de l'emperador en un document deixat per Marc Anneu Mela, que havia estat condemnat una mica abans. Es creia que el paper va ser una falsificació.